# União Nacional Ataque
A União Nacional Ataque (em búlgaro: Национален Съюз Атака, Nacionalen Săjuz Ataka) é um partido político nacionalista da Bulgária, fundado em 2005, por Volen Siderov, na época apresentador do programa de TV homônimo Attack on SKAT TV.
Existem opiniões diferentes sobre onde colocar o partido no espectro político: de acordo com a maioria dos estudiosos, é de extrema direita, de acordo com outros de extrema esquerda, ou uma síntese de esquerda e direita. A liderança do partido afirma que o partido não é "nem esquerdo nem direito, mas búlgaro".
O partido é considerado ultranacionalista e racista, especialmente anti-semita e anti-Roma, além de ser anti-muçulmano e anti-turco.
O partido se opõe à filiação búlgara na OTAN e exige uma revisão do que chama de 'padrões duplos' para a filiação na União Europeia, enquanto os membros visitam congressos internacionais ortodoxos e anti-globalização e o partido está intimamente ligado à Igreja Ortodoxa Búlgara . Defende a renacionalização de empresas privatizadas e busca priorizar os gastos em educação, saúde e bem-estar.

## Resultados eleitorais

### Eleições legislativas
| Data | Votos   | %         | +/- | Deputados | +/-     | Status            |
| ---- | ------- | --------- | --- | --------- | ------- | ----------------- |
| 2005 | 296 848 | 8,1 (4.º) |     | 21 / 240  |         | Oposição          |
| 2009 | 395 707 | 9,4 (4.º) | 1,3 | 21 / 240  | Estável | Oposição          |
| 2013 | 258 481 | 7,3 (4.º) | 2,1 | 23 / 240  | 2       | Apoio parlamentar |
| 2014 | 148 262 | 4,5 (7.º) | 2,8 | 11 / 240  | 12      | Oposição          |

### Eleições presidenciais
| Data | Candidato apoiado     | 1ª Volta | 1ª Volta   | 2ª Volta | 2ª Volta   |
| Data | Candidato apoiado     | Votos    | %          | Votos    | %          |
| ---- | --------------------- | -------- | ---------- | -------- | ---------- |
| 2006 | Volen Siderov         | 597 175  | 21,5 (2.º) | 649 387  | 24,1 (2.º) |
| 2011 | Volen Siderov         | 122 466  | 3,6 (4.º)  |          |            |
| 2016 | Krasimir Karakachanov | 573 016  | 15,0 (3.º) |          |            |

### Eleições europeias
| Data | Votos   | %          | +/- | Deputados | +/- |
| ---- | ------- | ---------- | --- | --------- | --- |
| 2007 | 275 237 | 14,2 (4.º) |     | 3 / 18    |     |
| 2009 | 308 052 | 12,0 (4.º) | 2,2 | 2 / 17    | 1   |
| 2014 | 66 210  | 3,0 (8.º)  | 9,0 | 0 / 17    | 2   |